# バシースビーベル
『バシースビーベル』（独: Basisbibel）は、ドイツ聖書協会（独: Deutsche Bibelgesellschaft・DBG）が出版するドイツ語訳聖書である。
ドイツ聖書協会（DBG）は、福音主義青年活動共同体（独: Arbeitsgemeinschaft der Evangelischen Jugend in Deutschland e.V.・aej）などからの新たな現代語訳聖書出版への要望に応え、『ルター訳聖書』（独: Lutherbibel）などとは別の全く新しい翻訳方針による聖書『バシースビーベル』（独: BasisBibel）を出版した。底本に忠実でありつつ、言語構造が単純で理解しやすい内容とし、初めから各種端末のディスプレイで閲覧しやすいよう考慮したとしている。新約聖書は2010年に、詩編は2012年に、旧約聖書は2021年に出版された。なお、外典は収録されない。

## 経緯
ドイツ聖書協会（DBG）には、福音主義青年活動共同体（aej）などからの新たな現代語訳聖書出版への要望が寄せられていた。ドイツで広く普及している『ルター訳聖書』と『グーテ・ナハリヒト・ビーベル』（独: Gute Nachricht Bibel）には、それぞれ課題があり、『ルター訳聖書』はマルティン・ルター（独: Martin Luther）の訳文の範疇から抜け出すことができない点、『グーテ・ナハリヒト・ビーベル』は意訳が過ぎて底本に忠実とは言えない点である。そこで、底本に忠実で読みやすい新たな翻訳が望まれたのであった。ドイツ聖書協会（DBG）はその要望に応え、当時急速に普及が始まっていたインターネットやデジタル・デバイスにも対応でき得る聖書『バシースビーベル』の出版を2002年に決めた。福音主義青年活動共同体（aej）は、翻訳プロジェクトの「パートナー」となり、後にドイツキリスト教青年村協会（独: Christliches Jugenddorfwerk Deutschlands e.V.・CJD）、宣教活動作業部会（独: de:Arbeitsgemeinschaft Missionarische Dienste・AMD）、基督教徒奮進青年協会（独: Deutscher Jugendverband „Entschieden für Christus“ (EC) e.V.・EC）も加わった。
底本は、新約聖書は『ギリシア語新約聖書』第27版（NA27）、同第28版（NA28）及び『大型批評版（ECM）』初版、旧約聖書は、『ビブリア・ヘブライカ・シュトゥットガルテンシア（BHS）』及び『ビブリア・ヘブライカ・クインタ（BHQ）』を用いた。訳出される本文は、底本を逐語的に翻訳することで、底本の内容との齟齬が生まれないようにする。簡潔な文章となるため、一つの文は16語まで、従属節は一つまでとする。また、読点ごとに改行することで、読者が一行ごとに内容が理解できることを期待する。註釈は註が付いた語のそばに置き、内容も平易な文章とする。インターネットとの融合も考慮し、電子版はもちろん書籍版でも、各ページから該当するウェブ・ページへ容易にリンクすることができ、そのウェブ・ページには註釈よりも詳しい解説、関係する地図が画像も用意することとした。
訳出作業が始まると、福音主義青年活動共同体（aej）に運営を任されたポータル・サイト「www.basisb.de」に訳文が掲載され、閲覧者はその訳文に意見することで、訳出作業に自由に参加できる体裁が整えられた。

### 新約聖書の翻訳
翻訳作業は、2003年に新約聖書から始められ、2006年3月に先ず「マルコによる福音書」が刊行された。CD-ROMが附属しウェブへの通信環境が整わないコンピュータでも『バシースビーベル』のプロジェクトが目指すデジタル・デバイスとの融合が実現できるよう考慮された。同時に、新約聖書で訳出できた文書を半年おきに光ディスク附属の10分冊にして刊行して行くことが発表され、この際、この10分冊のシリーズ名を『バシースビーベル』の通称である「BasisB」を用い、「BasisB Die Bibel interaktiv」とした。順調に訳出は進み、2006年11月に「マタイによる福音書」、2007年3月に「ルカによる福音書」が計画通り刊行された。
- 新約聖書・CD-ROM同梱 - 未刊） Basisbibel: Das Neue Testament. Die Bibel interaktiv. ISBN 978-3-438-00989-0
- マルコによる福音書・CD-ROM同梱 - 既刊） Das Markus-Evangelium in der neuen BasisBibel-Übersetzung. Die Bibel interaktiv. (2006-03-17). ISBN 3-438-00990-0. OCLC 723643245[22][24][28]
- マタイによる福音書・CD-ROM同梱 - 既刊） Das Matthäus-Evangelium in der neuen BasisBibel-Übersetzung. Die Bibel interaktiv. (2006-11-14). ISBN 3-438-00991-9. OCLC 180919337[26][29]
- ルカによる福音書・CD-ROM同梱  - 既刊） Das Lukas-Evangelium in der neuen BasisBibel-Übersetzung. Die Bibel interaktiv. (2007-05-31). ISBN 978-3-438-00992-0. OCLC 723620241[27][30]
- 使徒言行録・CD-ROM同梱 - 未刊） Basisbibel: Apostelgeschichte. Die Bibel interaktiv. ISBN 978-3-438-00993-7
- ヨハネによる福音書・CD-ROM同梱 - 未刊） Basisbibel: Johannes. Die Bibel interaktiv. ISBN 978-3-438-00994-4
- ロマガラヘフェ合冊・CD-ROM同梱 - 未刊） Basisbibel: Römer, Galater, Epheser. Die Bibel interaktiv. ISBN 978-3-438-00995-1
- 一コリ二コリフィリコロ合冊・CD-ROM同梱 - 未刊） Basisbibel: 1 und 2 Korinther, Philipper, Kolosser. Die Bibel interaktiv. ISBN 978-3-438-00996-8
- 一テサ二テサ一テモ二テモテトフィレ合冊・CD-ROM同梱 - 未刊） Basisbibel: 1 und 2 Thessalonicher, 1 und 2 Timotheus, Titus, Philemon. Die Bibel interaktiv. ISBN 978-3-438-00997-5
- ヘブヤコ一ペト二ペトユダ合冊・CD-ROM同梱 - 未刊） Basisbibel: Hebräer, Jakobus, 1 und 2 Petrus, Judas. Die Bibel interaktiv. ISBN 978-3-438-00998-2
- 一ヨハ二ヨハ三ヨハ黙合冊・CD-ROM同梱 - 未刊） Basisbibel: 1, 2 und 3 Johannesbrief, Offenbarung. Die Bibel interaktiv. ISBN 978-3-438-00999-9

しかし、「ヨハネによる福音書」は単巻ではなく2008年3月に四福音書合冊の一書として刊行した。ここで当初の計画は変更となり、分冊は発行されなかった。
- 四福音書合冊・DVD-ROM同梱） BasisBibel-Gesamtpaket: Die 4 Evangelien. (2008-03-17). ISBN 978-3-438-00951-7. OCLC 299143223[17][31]
- 四福音書合冊） BasisBibel-Buch: Die 4 Evangelien. (2008-03-11). ISBN 978-3-438-00953-1. OCLC 299143223[32][33]
- 四福音書合冊・電子版） BasisBibel-Software: Die 4 Evangelien. (2008-03-11). ISBN 978-3-438-00954-8. OCLC 723791697[34][35]

この間も、ウェブ・ページと書籍の連携、ウェブ・ページの内容充実、SMSとの親和性の深化並びに音声聖書の配信など、目紛しく変化するデジタル環境への即応と活用に対する試行が続けられた。しかし、2007年のiPhone発売とその普及により、想定していた「読者が利用するデバイス」が根本から見直されることとなる。
当初の予定より早く訳了した新約聖書全文書合冊版を、2010年10月に開催されたフランクフルト・ブックメッセに出品、同年11月15日に頒布を開始すると発表した。その際、装幀が装幀家エヴァ・ユング（独: Eva Jung）により一新された。『バシースビーベル』の概念を象徴するような斬新で五色展開の装幀は好評で、2011年5月にADCナーゲル賞（アート・ディレクターズ・クロブ・フューア・ドイツランド主催）の本の表紙とタイトル部門と製品デザイン部門で、それぞれ銀賞を、同年6月にカンヌ・ライオンズ・国際クリエイティビティ・フェスティバルのデザイン・ライオンズ部門賞を、同年7月にADC*E賞（アート・ディレクターズ・クラブ・オブ・ヨーロッパ主催）の金賞を、同年8月にはレッド・ドット・デザイン賞（コミュニケーション部門）を受賞した。
- 新約聖書・青色の表紙） BasisBibel Neues Testament (blau ed.). (2010-11-15). ISBN 978-3-438-00965-4. OCLC 701476949[48][49]
- 新約聖書・青緑色の表紙） BasisBibel Neues Testament (petrol ed.). (2010-11-15). ISBN 978-3-438-00966-1. OCLC 701476949[50][51]
- 新約聖書・浅緑色の表紙） BasisBibel Neues Testament (hellgrün ed.). (2010-11-15). ISBN 978-3-438-00967-8. OCLC 701476949[52][53]
- 新約聖書・紫色の表紙） BasisBibel Neues Testament (lila ed.). (2010-11-15). ISBN 978-3-438-00968-5. OCLC 701476949[54][55]
- 新約聖書・橙色の表紙） BasisBibel Neues Testament (orange ed.). (2010-11-15). ISBN 978-3-438-00969-2. OCLC 701476949[56][57]

2012年1月に、新約聖書全文が閲覧できるiPhone及びiPad向けアプリの配布が始まった。聖書本文に加えて、事実と言葉による説明、地図、聖地の元の場所の写真、骨董品のイラストも提供される。

### 旧約聖書の翻訳
先ずは「詩編」から翻訳され、2012年9月に新約聖書との合冊と単巻の二種を刊行した。その際、旧約聖書全書の訳了が2019年となる見込みであることが発表された。
- 新約詩編合冊・青色の表紙） BasisBibel. Das Neue Testament und die Psalmen (blau ed.). (2012-09-26). ISBN 978-3-438-00974-6. OCLC 816408193[60][63][64]
- 新約詩編合冊・青緑色の表紙） BasisBibel. Das Neue Testament und die Psalmen (petrol ed.). (2012-09-26). ISBN 978-3-438-00975-3. OCLC 816408193[65][66]
- 新約詩編合冊・浅緑色の表紙） BasisBibel. Das Neue Testament und die Psalmen (hellgrün ed.). (2012-09-27). ISBN 978-3-438-00976-0. OCLC 816408193[67][68]
- 新約詩編合冊・紫色の表紙） BasisBibel. Das Neue Testament und die Psalmen (lila ed.). (2012-09-26). ISBN 978-3-438-00977-7. OCLC 816408193[69][70]
- 新約詩編合冊・黄色の表紙） BasisBibel. Das Neue Testament und die Psalmen (gelb ed.). (2012-09-26). ISBN 978-3-438-00978-4. OCLC 816408193[71][72]
- 詩編・深青色の表紙） BasisBibel. Die Psalmen (dunkelblau ed.). (2012-09-19). ISBN 978-3-438-00980-7. OCLC 833408843[60][73]

2015年5月には、旧新約選集が発行された。旧約聖書より20篇、新約聖書より20篇の計40篇からなる選集は、結果として部分的ながら旧約聖書の訳文に触れられる一書となった。この選集の発行には、後述の福音主義従軍牧師会（独: Die Evangelische Militärseelsorge）が関連している。
- 旧新約選集） BasisBibel.Auslese. (2015-05-18). ISBN 978-3-438-00946-3. OCLC 897548819[74][79][80]

予定より遅れたが、2020年初に旧約聖書全書が訳了し、旧新約合冊を翌2021年1月21日に発行することが発表された。

### 旧新約合冊の発行
予告どおり2021年1月21日に旧新約合冊が発行された。これまで発行されてきた読点毎に改行するものをコンフォータブル版と呼び、通常の段落毎に改行するものをコンパクト版と呼んで区別した。総ページ数はコンフォータブル版は約3,000ページ、コンパクト版は約2,000ページとなった。なお、コンパクト版は段組をしていない。あわせて、既刊の新約聖書の改訂した。2010年の新約聖書発行後に改版された『ギリシア語新約聖書』第28版（NA28）の内容を反映させ、新約聖書部分の15%と註釈のほとんどに筆が入れられた。
- 旧新約合冊・コンフォータブル版・紫色の表紙） BasisBibel. Die Komfortable (Lila ed.). (2021-01-18). ISBN 978-3-438-00900-5. OCLC 1232457422[85][88][89][90]
- 旧新約合冊・コンフォータブル版・赤色の表紙） BasisBibel. Die Komfortable (Rot ed.). (2021-01-18). ISBN 978-3-438-00901-2. OCLC 1232457422[85][88][91][92]
- 旧新約合冊・コンパクト版・緑色の表紙） BasisBibel. Die Kompakte (Grün ed.). (2021-01-18). ISBN 978-3-438-00910-4. OCLC 1245388569[85][93][94]
- 旧新約合冊・コンパクト版・青色の表紙） BasisBibel. Die Kompakte (Blau ed.). (2021-01-18). ISBN 978-3-438-00911-1. OCLC 1245388569[85][88][95][96]
- 旧新約合冊・コンパクト版・桃色の表紙） BasisBibel. Die Kompakte (Pink ed.). (2021-01-18). ISBN 978-3-438-00912-8. OCLC 1245388569[85][97][98]

改訂された新約聖書と詩編の合冊を再発行した。
- 新約詩編合冊・コンパクト版・改訂版） BasisBibel. Das Neuen Testament und die Psalmen. (2022-09-19). ISBN 978-3-438-00925-8. OCLC 1350529455[99][100]

## 難民への対応
ドイツ聖書協会（DBG）は、急増する流入難民に配布する聖書に『バシースビーベル』の「ルカによる福音書」を選び、シリアなどアラブ諸国からの難民のためのアラビア語と、アフガニスタンからの難民のためのダリー語の二語を、それぞれ『バシースビーベル』のドイツ語との二か国語対照版として発行した。「ルカによる福音書」としたのは、時系列に従って物語が展開していることで内容が理解しやすいことと、イエスに対する神格化が過ぎず、イスラム教徒の抵抗感が少ないと予想されるからで、『バシースビーベル』の簡潔で明瞭なドイツ語は語学習の面でも寄与できると考えられた。
- ルカによる福音書・アラビア語対照・普及版） BasisBibel. Das Lukas-Evangelium Deutsch+Arabisch. (2016). ISBN 978-3-438-00952-4. OCLC 985547546[107]
- ルカによる福音書・ダリー語対照・普及版） BasisBibel. Das Lukas-Evangelium Deutsch+Dari. (2017-08-28). ISBN 978-3-438-00939-5. OCLC 965636323[108][109]

## いのちの言葉
福音主義従軍牧師会（独: Evangelische Militärseelsorge in Deutschland）は、ドイツ連邦軍従軍牧師と兵士に向け、旧新訳聖書選集『いのちの言葉』（独: LebensWorte）の出版を2015年5月8日に発表した。『バシースビーベル』のために訳出された40篇を収録し、10,000部を発行するとした。あわせて、同じ内容の選集をドイツ聖書教会から頒布されることも発表した。
- 旧新約選集・福音主義従軍牧師会刊） LebensWorte. Evangelische Militärseelsorge. (2015-05-08)[76][110][111][77]

## 新韓古爾聖書
大韓聖書公会（朝: 대한성서공회・KBS）は2011年9月に、『バシースビーベル』を模する新たな聖書翻訳プロジェクトの実施を決め、書名は『新韓古爾聖書』（朝: 새한글성경・NKT）とした。編集方針は、デジタル・デバイスでの閲覧への考慮、一つの文は50文字以内・16語未満で従属節は一つまで、節毎に段落を分ける、用語は註釈で解説するなどとする。新約聖書と詩編の合冊を2021年11月に出版し、旧約聖書は2023年末の発行を予定している。
- 新約詩編合冊）『새한글성경 신약과 시편』대한성서공회、2021年11月。ISBN 978-89-412-5030-2。OCLC 1361765389。[114]

## 評価
旧新約合冊の頒布は、2021年1月21日の開始から同年末までで216,834冊に達した。ドイツ福音主義教会（独: Evangelische Kirche in Deutschland・EKD）は、『バシースビーベル』のプロジェクト開始当初から賛意を示し、出版された『バシースビーベル』に推薦文を掲載している。教会での使用を促すとともに、テレビ伝道放送に用いるなど積極的な対応をしている。一方で、ドイツ福音主義婦人同盟（独: Evangelische Frauen in Deutschland・EFiD）は、『バシースビーベル』の訳文は未だ伝統的な男尊主義に基づくもので遺憾だと表明した。また、『バシースビーベル』を特徴づけるコンフォータブル版が独自の組版から、31g/m2の薄葉紙を使うも総ページ数が約3,000ページとなったことで1.7kgと重く分厚くなってしまい、実用に耐えないとして、『バシースビーベル』のプロジェクトが最初に意図したとおり、その読み易さはiPhoneに入れて享受することが最良だとする意見もある。

## 出版

### ドイツ聖書協会発行
- 旧新約合冊・コンフォータブル版・紫色の表紙） BasisBibel. Die Komfortable (Lila ed.). (2021-01-18). ISBN 978-3-438-00900-5. OCLC 1232457422[85][88][89][90]
- 旧新約合冊・コンフォータブル版・赤色の表紙） BasisBibel. Die Komfortable (Rot ed.). (2021-01-18). ISBN 978-3-438-00901-2. OCLC 1232457422[85][88][91][92]
- 旧新約合冊・コンフォータブル版・麻表紙） BasisBibel. Die Komfortable. Leinenedition. (2021-10-25). ISBN 978-3-438-00908-1. OCLC 1153483106[130][131][132]
- 旧新約合冊・コンフォータブル版・金色の麻表紙・限定本） BasisBibel. Die Komfortable. Vorzugsausgabe. (2021-01-21). ISBN 978-3-438-00909-8. OCLC 1153483106[88][133][134]
- 旧新約合冊・コンパクト版・緑色の表紙） BasisBibel. Die Kompakte (Grün ed.). (2021-01-18). ISBN 978-3-438-00910-4. OCLC 1245388569[85][93][94]
- 旧新約合冊・コンパクト版・青色の表紙） BasisBibel. Die Kompakte (Blau ed.). (2021-01-18). ISBN 978-3-438-00911-1. OCLC 1245388569[85][88][95][96]
- 旧新約合冊・コンパクト版・桃色の表紙） BasisBibel. Die Kompakte (Pink ed.). (2021-01-18). ISBN 978-3-438-00912-8. OCLC 1245388569[85][97][98]
- 旧新約合冊・コンパクト版・普及版・5冊組） BasisBibel. Die Kompakte. Paperback-Ausgabe (5er-Pack). (2021-01-20). ISBN 978-3-438-00913-5. OCLC 1245388569[88][135][136]
- 旧新約合冊・コンパクト版・銅色の表紙・限定本） BasisBibel. Die Kompakte. Edition 2023. (2022-01-27). ISBN 978-3-438-00914-2. OCLC 1245388569[137][138]
- 旧新約合冊・コンパクト版・金色の表紙・限定本） BasisBibel. Die Kompakte. Edition 2023. (2022-11-21). ISBN 978-3-438-00915-9. OCLC 1357541462[139][140]
- 旧新約合冊・コンパクト版・赤色の表紙・限定本） BasisBibel. Die Kompakte. Edition 2024. (2023-09-18). ISBN 978-3-438-00916-6. OCLC 1378726865[141][142]
- 旧新約合冊・コンパクト版・大判） BasisBibel. Die Kompakte. Großausgabe. (2022-05-18). ISBN 978-3-438-00919-7. OCLC 1333695136[143][144][145][146]
- 旧新約合冊・コンパクト版・余白付き） BasisBibel. Die Kompakte. Schreibrand. (2023-05-15). ISBN 978-3-438-00920-3. OCLC 1353603899[147][148]
- 旧新約合冊・コンパクト版・普及版） BasisBibel. Die Kompakte. Paperback-Ausgabe. Einzeln. (2023-01-19). ISBN 978-3-438-00921-0. OCLC 1353603996[149][150]
- 旧新約合冊・コンパクト版・落書き入り） BasisBibel. Die Kompakte. Art Journaling. (2023-09-18). ISBN 978-3-438-00922-7. OCLC 1378732751[151][152]
- 新約詩編合冊・コンパクト版・改訂版） BasisBibel. Das Neuen Testament und die Psalmen. (2022-09-19). ISBN 978-3-438-00925-8. OCLC 1350529455[99][100]
- 旧新約選集） BasisBibel. Auslese mini. (2023-09-18). ISBN 978-3-438-00927-2[153]
- 旧新約選集・コンフォータブル版・普及版） BasisBibel. Auslese Taschenbuch. (2022-02-23). ISBN 978-3-438-00928-9. OCLC 1317839310[154][155]
- ゴスペルのための選集・コンフォータブル版・普及版） BasisBibel. Auslese Gospel. (2021-10-25). ISBN 978-3-438-00929-6. OCLC 1286888205[130][156][157]
- ルカによる福音書・普及版） BasisBibel. Lukas-Evangelium. (2021-07-21). ISBN 978-3-438-00930-2. OCLC 1269501653[88][130][158][159]
- ルカによる福音書・普及版・10冊組） BasisBibel. Lukas und Psalmen. Leseprobe (10er-Pack). ISBN 978-3-438-00931-9[160]
- 旧新約選集・普及版） BasisBibel. Auslese Taschenbuch. (2019-09-18). ISBN 978-3-438-00934-0. OCLC 1121497954[88][161][162]
- 新約詩編合冊・贈答用・赤色） BasisBibel: Das Neue Testament und die Psalmen als hochwertige Geschenkausgaben (Anthrazit – Rot ed.). (2017-11-12). ISBN 978-3-438-00935-7. OCLC 1033916550[163][164][165]
- 新約詩編合冊・贈答用・緑青色） BasisBibel: Das Neue Testament und die Psalmen als hochwertige Geschenkausgaben (Anthrazit – Türkis ed.). (2017-11-12). ISBN 978-3-438-00936-4. OCLC 1033916550[163][166][167]
- 新約詩編合冊・贈答用・黄色） BasisBibel: Das Neue Testament und die Psalmen als hochwertige Geschenkausgaben (Anthrazit – Gelb ed.). (2017-11-12). ISBN 978-3-438-00937-1. OCLC 1033916550[163][168][169]
- ルカによる福音書・ダリー語対照・普及版） BasisBibel. Das Lukas-Evangelium Deutsch+Dari. (2017-08-28). ISBN 978-3-438-00939-5. OCLC 965636323[108][109]
- 新約詩編合冊・DVD-ROM同梱） bibeldigital: BasisBibel. Das Neue Testament und die Psalmen. (2014-11-10). ISBN 978-3-438-00942-5[170][171]
- 新約詩編合冊・アプリ利用権付き） BasisBibel NT und Psalmen + Android-App. (2015-03-02). ISBN 978-3-438-00943-2. OCLC 897543605[172][173]
- 旧新約選集） BasisBibel.Auslese. (2015-05-18). ISBN 978-3-438-00946-3. OCLC 897548819[74][79][80]
- ルカによる福音書と選り抜き詩編付き・普及版） BasisBibel Lukas-Evangelium und ausgewählte Psalmen. (2015-10-29). ISBN 978-3-438-00947-0. OCLC 1287928531[174][175]
- 四福音書合冊・DVD-ROM同梱） BasisBibel-Gesamtpaket: Die 4 Evangelien. (2008-03-17). ISBN 978-3-438-00951-7. OCLC 299143223[17][31]
- ルカによる福音書・アラビア語対照・普及版） BasisBibel. Das Lukas-Evangelium Deutsch+Arabisch. (2016). ISBN 978-3-438-00952-4. OCLC 985547546[107]
- 四福音書合冊） BasisBibel-Buch: Die 4 Evangelien. (2008-03-11). ISBN 978-3-438-00953-1. OCLC 299143223[32][33]
- 四福音書合冊・電子版） BasisBibel-Software: Die 4 Evangelien. (2008-03-11). ISBN 978-3-438-00954-8. OCLC 723791697[34][35]
- ルカによる福音書・アラビア語対照・普及版・10冊組） BasisBibel. Lukas. Deutsch und Arabisch (10er-Pack). ISBN 978-3-438-00958-6[176]
- 新約聖書・青色の表紙） BasisBibel Neues Testament (blau ed.). (2010-11-15). ISBN 978-3-438-00965-4. OCLC 701476949[48][49]
- 新約聖書・青緑色の表紙） BasisBibel Neues Testament (petrol ed.). (2010-11-15). ISBN 978-3-438-00966-1. OCLC 701476949[50][51]
- 新約聖書・浅緑色の表紙） BasisBibel Neues Testament (hellgrün ed.). (2010-11-15). ISBN 978-3-438-00967-8. OCLC 701476949[52][53]
- 新約聖書・紫色の表紙） BasisBibel Neues Testament (lila ed.). (2010-11-15). ISBN 978-3-438-00968-5. OCLC 701476949[54][55]
- 新約聖書・橙色の表紙） BasisBibel Neues Testament (orange ed.). (2010-11-15). ISBN 978-3-438-00969-2. OCLC 701476949[56][57]
- 新約聖書・銀色の表紙） BasisBibel Neues Testament (Schmuckausgabe ed.). (2011-03-30). ISBN 978-3-438-00970-8. OCLC 701476949[177][178][179]
- 新約聖書・書店用販売台付き） BasisBibel Thekendisplay. (2010-10-19). ISBN 978-3-438-00971-5[180]
- 新約聖書・DVD-ROM同梱） BasisBibel Neues Testament - Buch und Software. (2011-07-12). ISBN 978-3-438-00972-2. OCLC 806979509[181][182]
- 新約聖書・赤色の表紙） BasisBibel Neues Testament (rot ed.). (2012-09-12). ISBN 978-3-438-00973-9. OCLC 830918133[183][184]
- 新約詩編合冊・青色の表紙） BasisBibel. Das Neue Testament und die Psalmen (blau ed.). (2012-09-26). ISBN 978-3-438-00974-6. OCLC 816408193[60][63][64]
- 新約詩編合冊・青緑色の表紙） BasisBibel. Das Neue Testament und die Psalmen (petrol ed.). (2012-09-26). ISBN 978-3-438-00975-3. OCLC 816408193[65][66]
- 新約詩編合冊・浅緑色の表紙） BasisBibel. Das Neue Testament und die Psalmen (hellgrün ed.). (2012-09-27). ISBN 978-3-438-00976-0. OCLC 816408193[67][68]
- 新約詩編合冊・紫色の表紙） BasisBibel. Das Neue Testament und die Psalmen (lila ed.). (2012-09-26). ISBN 978-3-438-00977-7. OCLC 816408193[69][70]
- 新約詩編合冊・黄色の表紙） BasisBibel. Das Neue Testament und die Psalmen (gelb ed.). (2012-09-26). ISBN 978-3-438-00978-4. OCLC 816408193[71][72]
- 詩編・深青色の表紙） BasisBibel. Die Psalmen (dunkelblau ed.). (2012-09-19). ISBN 978-3-438-00980-7. OCLC 833408843[60][73]
- 新約詩編合冊・大判） BasisBibel. Das Neue Testament und die Psalmen Grossausgabe. (2014-09-24). ISBN 978-3-438-00988-3. OCLC 913601217[185][186][187]
- 新約聖書・CD-ROM同梱） Basisbibel: Das Neue Testament. Die Bibel interaktiv. ISBN 978-3-438-00989-0
- マルコによる福音書・CD-ROM同梱） Das Markus-Evangelium in der neuen BasisBibel-Übersetzung. Die Bibel interaktiv. (2006-03-17). ISBN 3-438-00990-0. OCLC 723643245[22][24][28]
- マタイによる福音書・CD-ROM同梱） Das Matthäus-Evangelium in der neuen BasisBibel-Übersetzung. Die Bibel interaktiv. (2006-11-14). ISBN 3-438-00991-9. OCLC 180919337[26][29]
- ルカによる福音書・CD-ROM同梱） Das Lukas-Evangelium in der neuen BasisBibel-Übersetzung. Die Bibel interaktiv. (2007-05-31). ISBN 978-3-438-00992-0. OCLC 723620241[27][30]
- 使徒言行録・CD-ROM同梱） Basisbibel: Apostelgeschichte. Die Bibel interaktiv. ISBN 978-3-438-00993-7
- ヨハネによる福音書・CD-ROM同梱） Basisbibel: Johannes. Die Bibel interaktiv. ISBN 978-3-438-00994-4
- ロマガラヘフェ合冊・CD-ROM同梱） Basisbibel: Römer, Galater, Epheser. Die Bibel interaktiv. ISBN 978-3-438-00995-1
- 一コリ二コリフィリコロ合冊・CD-ROM同梱） Basisbibel: 1 und 2 Korinther, Philipper, Kolosser. Die Bibel interaktiv. ISBN 978-3-438-00996-8
- 一テサ二テサ一テモ二テモテトフィレ合冊・CD-ROM同梱） Basisbibel: 1 und 2 Thessalonicher, 1 und 2 Timotheus, Titus, Philemon. Die Bibel interaktiv. ISBN 978-3-438-00997-5
- ヘブヤコ一ペト二ペトユダ合冊・CD-ROM同梱） Basisbibel: Hebräer, Jakobus, 1 und 2 Petrus, Judas. Die Bibel interaktiv. ISBN 978-3-438-00998-2
- 一ヨハ二ヨハ三ヨハ黙合冊・CD-ROM同梱） Basisbibel: 1, 2 und 3 Johannesbrief, Offenbarung. Die Bibel interaktiv. ISBN 978-3-438-00999-9
- 新約詩編・録音聖書） BasisBibel Hörbibel Das Neue Testament und die Psalmen als Hörbuch auf MP3. (2014-11-24). ISBN 978-3-438-01857-1. OCLC 909789747[172][188]
- 新約聖書・電子版） bibel multimedial: BasisBibel. Das Neue Testament. (2011-06-28). ISBN 978-3-438-02109-0. OCLC 806979509[189][190]
- 新約詩編合冊・DVD-ROM同梱） bibelmultimedial: BasisBibel. Das Neue Testament und die Psalmen. (2015-03-23). ISBN 978-3-438-02144-1. OCLC 816245996[191][192]
- 四福音書使徒言行録合冊・録音聖書） BasisBibel. Die vier Evangelien und die Apostelgeschichte. (2013). ISBN 978-3-438-02146-5. OCLC 1187852470[193]
- 新約詩編合冊・電子版） BasisBibel Das Neue Testament und die Psalmen. (2014-10-09). ISBN 978-3-438-02180-9. OCLC 899620359[194][195]
- 旧新約合冊・電子版） BIBELDIGITAL. BasisBibel. CDROM. (2021-02-17). ISBN 978-3-438-02186-1[130][196][197]
- 旧新約合冊・電子版） BIBELDIGITAL. BasisBibel (MFchi ed.). ISBN 978-3-438-02777-1[130][198]
- 聖書日記） BasisBibel. 24 Mal Advent und Weihnachten. (2022-09-21). ISBN 978-3-438-04851-6. OCLC 1350848356[199][200][201][202]
- 聖書日記） BasisBibel. 27 Mal Passion und Ostern. (2023-02-13). ISBN 978-3-438-04852-3. OCLC 1371870463[200][203][204]
- 新約聖書・電子版・試用版） Demo BasisBibel. (2010). ISBN 978-3-438-06450-9[205]
- 旧新約合冊・見本誌） BasisBibel (Leseprobe ed.). (2020). ISBN 978-3-438-06623-7
- 新約詩編合冊・電子版） BasisBibel. Das Neue Testament und die Psalmen. eBook. ISBN 978-3-438-07036-4[206]
- 旧新約合冊・コンフォータブル版・電子版） BasisBibel. Die Komfortable. ePUB. ISBN 978-3-438-07244-3[207][208]
- 旧新約合冊・コンパクト版・電子版） BasisBibel. Die Kompakte. ePUB. ISBN 978-3-438-07245-0[130][209]

### スイス聖書協会発行
スイス聖書協会（独: Schweizerische Bibelgesellschaft・SB）は、ドイツ聖書協会（DBG）が発行していない赤色の表紙の旧新約合冊コンパクト版を独自に発行している。
- 旧新約合冊・コンパクト版・赤色の表紙） BasisBibel Die Kompakte (rot ed.). (2021-01-21)[212]

### その他
- 旧新約選集・福音主義従軍牧師会刊） LebensWorte. Evangelische Militärseelsorge. (2015-05-08)[76][110][111][77]
- 旧新約合冊・コンパクト版・基督教徒奮進青年協会版） BasisBibel, EC-Edition. Deutscher Jugendverband „Entschieden für Christus“ (EC) e.V.. (2021-01)[213]
- 旧新約合冊・コンパクト版・北ドイツ福音ルーテル教会版） BasisBibel „Nordkirche“. Evangelisch-Lutherische Kirche in Norddeutschland. (2022-01)[214][215]

## 脚註

### 註釈
1. ↑  日本聖書協会（JBS）は、ドイツ聖書協会（DBG）が出版するドイツ語訳聖書『Basisbibel』の邦訳書名を『バシースビーベル』としている[1]。
2. ↑  日本聖書協会（JBS）は、米国聖書協会（ABS）が出版する英語訳聖書『Good News Bible』の邦訳書名を『グッドニュース・バイブル』としている[9]。
3. ↑  『グーテ・ナハリヒト・ビーベル』は、ドイツ聖書協会（DBG）が米国で1966年に出版された『グッドニュース・バイブル』（英: Good News Bible・GNB）[注 2]を模して1968年に出版された聖書で、底本の難解な部分を平易な語に言い換えるなどの翻訳方針が採られた[10][11]。